# Ulrich Sury
Ulrich Sury (* vor 1496; † 1524; heimatberechtigt in Solothurn) war ein Solothurner Schultheiss und Vogt.

## Leben und Wirken
Ulrich Sury war Glasermeister und wurde 1496 erstmals erwähnt. Seine Eltern waren der Vogt zu Thierstein Wilhelm Sury und dessen Frau Margreth. Er heiratete Elisabeth Muss.
Von 1501 bis 1512 war Sury letzter Schultheiss des St. Ursenstifts. Er amtierte von 1502 bis 1510 und von 1512 bis 1515 als Solothurner Jungrat. Anschliessend war er von 1515 bzw. 1513 Altrat und Seckelmeister, jeweils bis zu seinem Tod. Daneben war Sury Vogt, von 1504 bis 1505 von Flumenthal, von 1509 bis 1512 von Bechburg, von 1513 bis 1514 am Lebern und von 1519 bis 1521 von Kriegstetten.

## Belege
1. 1 2  Silvan Freddi: Ulrich Sury. In: Historisches Lexikon der Schweiz.  1. Dezember 2011.

| Personendaten    | Personendaten                    |
| ---------------- | -------------------------------- |
| NAME             | Sury, Ulrich                     |
| KURZBESCHREIBUNG | Solothurner Schultheiss und Vogt |
| GEBURTSDATUM     | 15. Jahrhundert                  |
| GEBURTSORT       | Schweiz                          |
| STERBEDATUM      | 1524                             |
| STERBEORT        | Solothurn                        |